# Цаган-Дабан
Цага̀н-Даба̀н или Кижингински хребет (на руски: Цаган-Дабан, Кижинги́нский хребе́т; на бурятски: Сагаан дабаан}} — «бял проход, хребет») е планински хребет в Забайкалието, разположен в южната част на Република Бурятия и частично в западната част на Забайкалски край, Русия. Простира се от запад-югозапад (устието на река Хилок в Селенга) на изток-североизток (долината на река Худан, ляв приток на Уда) на 130 km. Максимална височина връх Омулевая 1426 m (51°23′21″ с. ш. 107°53′33″ и. д. / 51.389167° с. ш. 107.8925° и. д.), разположен в западната му част. Изграден е основно от гранити, метаморфни скали и базалти. От него водят началото си реките Тугнуй (десен приток на Хилок), Куйтунка (десен приток на Селенга), Брянка с протоците си Илка и Челутай, Хандагай и др. (леви притоци на Уда), Кижинга (ляв приток на Худан) и др. Склоновете му са обрасли с борово-лиственични гори. През централната част на хребета от север на юг преминава участък от трасето на Трансибирската жп магистрала.

## Топографска карта
- Топографска карта М-48-Б, М 1:500 000[2]